# Letov Š-31

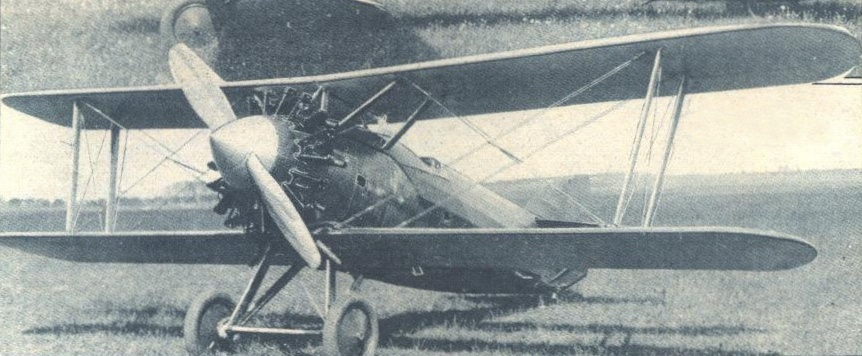
Letov Š-31

De Letov Š-31 is een Tsjechoslowaaks eenzits dubbeldekker jachtvliegtuig gebouwd door Letov. De Š-31 is ontworpen door ingenieur Alois Šmolík en is gebaseerd op de Š-20. De eerste vlucht vond plaats in 1929. De Š-31 werd totaal uit metaal gebouwd.

## Versies
- Š-31: aangedreven met een door Walter gebouwde Jupiter, 331 kW (450 pk)
- Š-131: aangedreven met een door BMW gebouwde Hornet, 386 kW (525 pk)
- Š-231: aangedreven met een door Walter gebouwde Bristol Mercury 9-cilinder V-S2, 412 kW (560 pk)
- Š-331: aangedreven met een Walter K-14 II, 662 kW (900 pk)
- Š-431: aangedreven met een Armstrong Siddeley Tiger 14-cilinder dubbele stermotor, 500 kW (680 pk)

## Specificaties
- Bemanning: 1, de piloot
- Lengte: 7,15 m
- Spanwijdte: 9,80 m
- Hoogte: 2,95 m
- Vleugeloppervlak: 21,80 m2
- Leeggewicht: 830 kg
- Startgewicht: 1 254 kg
- Motor: 1× een door Walter gebouwde Jupiter, 331 kW (450 pk)
- Maximumsnelheid: 254 km/h
- Kruissnelheid: 225 km/h
- Plafond: 8 000 m
- Vliegbereik: 320 km
- Bewapening: 2× 7,7 mm machinegeweren

## Gebruikers
- Tsjechoslowakije – 33 Š-31’s en Š-231's
- Spaanse Republikeinen – 1 Š-231 en Š-231's